# Stopnie służbowe w Państwowej Straży Pożarnej
Stopnie służbowe w Państwowej Straży Pożarnej – tytuły strażaków oznaczające miejsce danego funkcjonariusza w hierarchii służbowej w Państwowej Straży Pożarnej.

## Korpus szeregowych
| oznaka stopnia na ubraniu specjalnym |              |                          |
| nazwa stopnia skrót                  | strażak str. | starszy strażak st. str. |

## Korpus podoficerów
| oznaka stopnia na ubraniu specjalnym |                |                            |                              |                  |                              |
| nazwa stopnia skrót                  | sekcyjny sekc. | starszy sekcyjny st. sekc. | młodszy ogniomistrz mł. ogn. | ogniomistrz ogn. | starszy ogniomistrz st. ogn. |

## Korpus aspirantów
| oznaka stopnia na ubraniu specjalnym |                           |               |                           |                               |
| nazwa stopnia skrót                  | młodszy aspirant mł. asp. | aspirant asp. | starszy aspirant st. asp. | aspirant sztabowy asp. sztab. |

## Korpus oficerów
| oznaka stopnia na ubraniu specjalnym   |                             |                                  |                             |
| nazwa stopnia skrót                    | młodszy kapitan mł. kpt.    | kapitan kpt.                     | starszy kapitan st. kpt.    |
| oznaka stopnia na ubraniu specjalnym   |                             |                                  |                             |
| nazwa stopnia skrót                    | młodszy brygadier mł. bryg. | brygadier bryg.                  | starszy brygadier st. bryg. |
| oznaka stopnia pochewka na naramiennik |                             |                                  |                             |
| nazwa stopnia skrót                    | nadbrygadier nadbryg.       | generał brygadier gen. brygadier |                             |

## Mianowanie na stopień
Mianowanie na kolejny wyższy stopień następuje stosownie do zajmowanego stanowiska służbowego oraz w zależności od opinii służbowej strażaka. Nadanie tego stopnia nie może jednak nastąpić wcześniej niż po przesłużeniu w dotychczasowym stopniu:
- starszego strażaka – 1 roku
- sekcyjnego – 2 lat
- starszego sekcyjnego – 2 lat
- młodszego ogniomistrza – 3 lat
- ogniomistrza – 3 lat
- starszego ogniomistrza- 3 lat
- młodszego aspiranta – 3 lat
- aspiranta – 5 lat
- starszego aspiranta – 5 lat
- młodszego kapitana – 3 lat
- kapitana – 4 lat
- starszego kapitana – 5 lat
- młodszego brygadiera – 5 lat
- brygadiera – 5 lat
- starszego brygadiera – 4 lat.